# Iwona Michałek

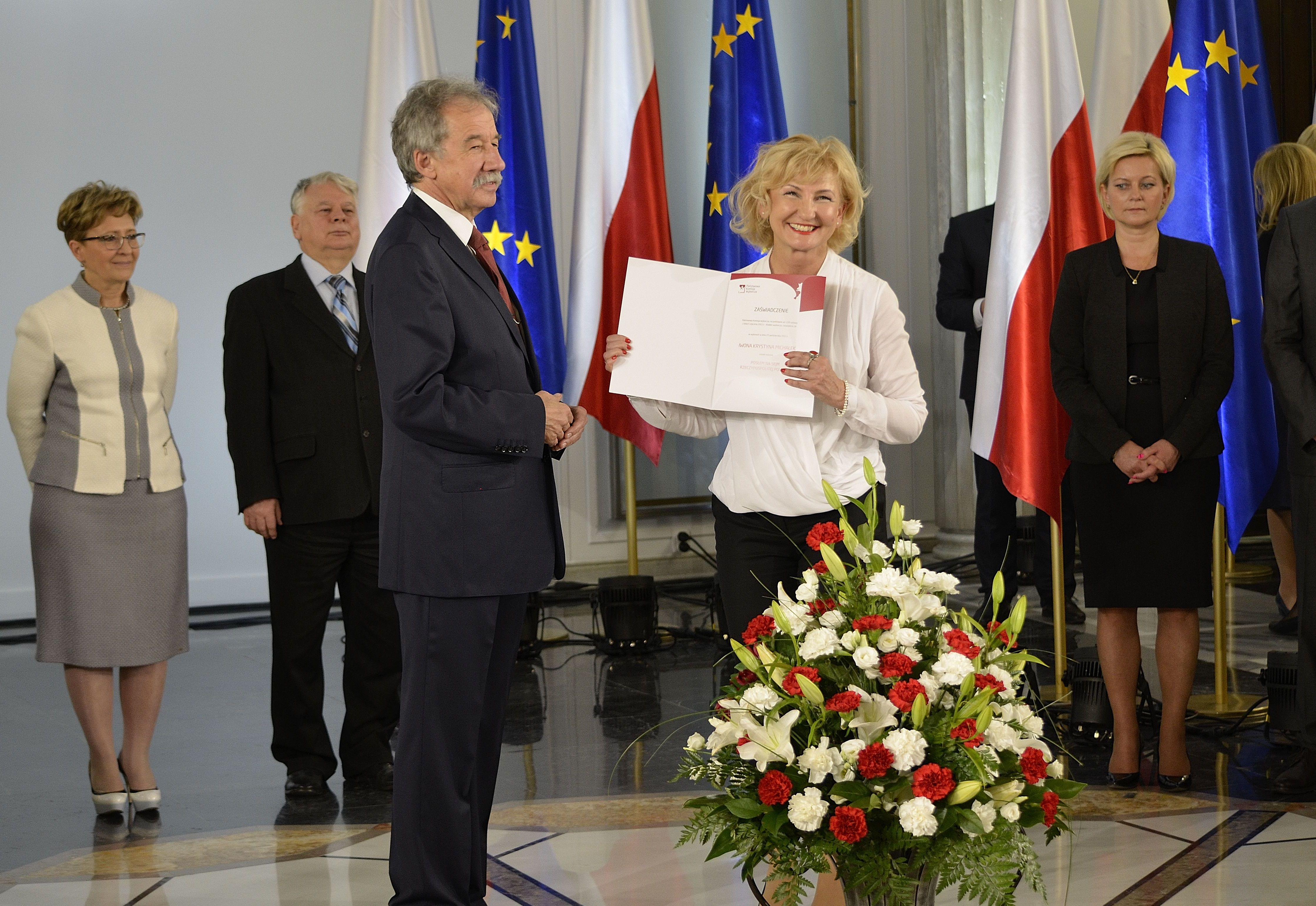
Iwona Michałek odbierająca z rąk przewodniczącego Państwowej Komisji Wyborczej Wojciecha Hermelińskiego zaświadczenie o wyborze na posłankę VIII kadencji Sejmu (2015)

Iwona Krystyna Michałek z domu Pychyńska (ur. 13 marca 1956 w Szczecinie) – polska nauczycielka i polityk, posłanka na Sejm VIII i IX kadencji, w latach 2019–2020 sekretarz stanu w Ministerstwie Edukacji Narodowej, w 2020 sekretarz stanu w Ministerstwie Rodziny, Pracy i Polityki Społecznej i następnie do 2021 w Ministerstwie Rozwoju, Pracy i Technologii.

## Życiorys
W 1974 ukończyła I Liceum Ogólnokształcące im. Bolesława Chrobrego w Grudziądzu. Następnie studiowała na Uniwersytecie Mikołaja Kopernika w Toruniu, gdzie w 1981 ukończyła studia z zakresu biologii środowiskowej, w 1989 podyplomowe studia z zakresu ochrony i kształtowania środowiska, w 1996 z zakresu badania środowiska, w 1999 z zakresu zarządzania, a także w 2000 z zakresu badania środowiska „PRONAT”. Była nauczycielką biologii. Pracowała następnie przez 10 lat jako wizytator w kuratorium oświaty, w którym była też dyrektorem, wicekuratorem oraz p.o. kuratora. Przez pięć lat pełniła funkcję rzecznika praw ucznia w województwie kujawsko-pomorskim. Objęła też funkcję edukatora w zakresie przestrzegania praw ucznia i dziecka, a także koordynatora regionalnego Ośrodka Rozwoju Edukacji w Warszawie ds. edukacji o Holocauście i tolerancji. Została ponadto wiceprezesem Stowarzyszenia Porozumienie Obywateli w Toruniu, członkinią zarządu Międzynarodowego Motocyklowego Stowarzyszenia „Wschód-Zachód” oraz kierownikiem Pracowni Zarządzania, Diagnozy i Wychowania w Kujawsko-Pomorskim Centrum Edukacji Nauczycieli w Toruniu.
Przez około rok należała do Platformy Obywatelskiej, z której wystąpiła w 2005. Bez powodzenia kandydowała na radną Torunia w 2006 z listy Prawa i Sprawiedliwości oraz w 2010 z ramienia komitetu prezydenta miasta Michała Zaleskiego Czas Gospodarzy. Następnie współtworzyła partię Polska Jest Najważniejsza, w której przewodniczyła strukturom w okręgu toruńskim oraz zasiadała w radzie krajowej. W wyborach parlamentarnych w 2011 otwierała listę tej partii do Sejmu, jednak ugrupowanie to nie osiągnęło progu wyborczego. Po rozwiązaniu PJN stanęła na czele struktur Polski Razem w okręgu toruńskim. Była jej kandydatką w wyborach do Parlamentu Europejskiego w 2014, również nie uzyskując mandatu. W tym samym roku została radną Torunia z listy PiS. Została wiceprzewodniczącą Polski Razem w województwie kujawsko-pomorskim oraz członkinią zarządu tej partii.
W wyborach parlamentarnych w 2015 otrzymała 7485 głosów w okręgu toruńskim i uzyskała mandat poselski, będąc przedstawicielką Polski Razem na liście PiS. Po przekształceniu w listopadzie 2017 Polski Razem w Porozumienie, stanęła na czele jej okręgu toruńskiego oraz zasiadła w prezydium zarządu krajowego partii. 1 lipca 2019 została sekretarzem stanu w Ministerstwie Edukacji Narodowej i pełnomocnikiem rządu ds. wspierania wychowawczej funkcji szkoły.
W wyborach w 2019 z powodzeniem ubiegała się o poselską reelekcję, otrzymując 11 130 głosów. 7 stycznia 2020 przeszła na stanowisko sekretarza stanu w Ministerstwie Rodziny, Pracy i Polityki Społecznej, została też pełnomocnikiem rządu ds. ekonomii społecznej i solidarnej. W październiku 2020, po przekształceniach w strukturze rządu, przeszła na stanowisko sekretarza stanu w Ministerstwie Rozwoju, Pracy i Technologii. W lutym i czerwcu 2021 powoływana na przewodniczącą konwencji krajowej Porozumienia. W sierpniu 2021 podała się do dymisji z funkcji wiceministra w związku z ogłoszonym odwołaniem z rządu Jarosława Gowina; została odwołana przez premiera w tym samym miesiącu. Również w sierpniu 2021, w związku z decyzją o wystąpieniu parlamentarzystów Porozumienia z KP PiS, współtworzyła nowo powstałe koło parlamentarne swojej partii. Od lutego 2023 była jego przewodniczącą. W lipcu tego samego roku wraz z dwojgiem posłów Porozumienia przystąpiła do klubu parlamentarnego Koalicji Polskiej, po kilku tygodniach wraz z nimi zrezygnowała z członkostwa w Porozumieniu. W wyborach w tym samym roku nie utrzymała mandatu poselskiego, kandydując z ramienia Trzeciej Drogi. W 2024 bez powodzenia ubiegała się o mandat radnej miejskiej w Toruniu z listy komitetu prezydenta Michała Zaleskiego.

## Odznaczenia
W 1999 otrzymała Srebrny Krzyż Zasługi.

## Życie prywatne
Zamężna z Piotrem, ma dwoje dzieci: Agatę i Macieja.